# Tincry
Tincry – miejscowość i gmina we Francji, w regionie Grand Est, w departamencie Mozela.
Według danych na rok 1990 gminę zamieszkiwało 126 osób, a gęstość zaludnienia wynosiła 15 osób/km² (wśród 2335 gmin Lotaryngii Tincry plasuje się na 919. miejscu pod względem liczby ludności, natomiast pod względem powierzchni na miejscu 717.).